# Ermanarico
Ermanarico (... – 376) fu un re della tribù germanica dei Grutungi, vissuto poco prima del periodo delle migrazioni.
Questi regnò prima dell'invasione unna governava evidentemente una porzione consistente di Oium, la parte della Scizia abitata all'epoca dai Goti. È menzionato in due fonti romane: negli scritti contemporanei di Ammiano Marcellino e nei Getica dello storico del VI secolo Giordane. Appare anche in forma romanzata nelle successive leggende eroiche germaniche.
Gli storici moderni non sono d'accordo sulle dimensioni del regno di Ermanarico. Herwig Wolfram ipotizza che a un certo punto Ermanarico abbia governato un regno che si estendeva dal Mar Baltico al Mar Nero fino agli Urali. Peter Heather è scettico sull'affermazione secondo cui Ermanarico avrebbe governato tutti i Goti tranne i Tervingi, e sottolinea inoltre che un impero così enorme sarebbe stato più grande di qualsiasi unità politica gotica conosciuta, che avrebbe lasciato tracce più grandi nelle fonti e che le fonti su cui si basa l'affermazione non sono abbastanza affidabili per essere prese al valore nominale.

## Storia

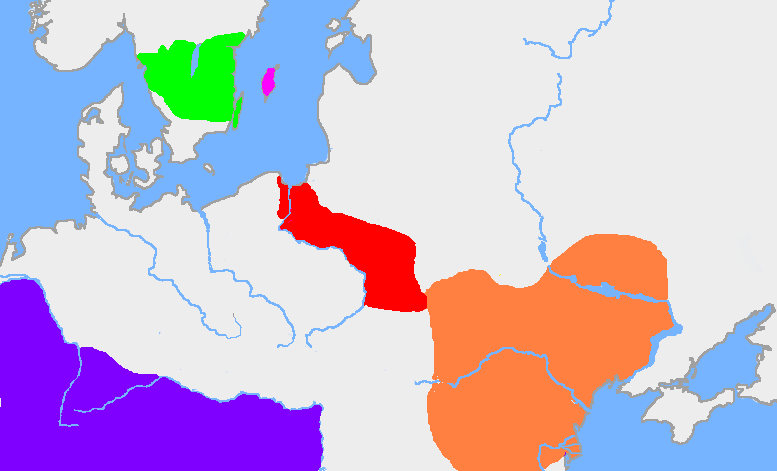
La zona arancione rappresenta la cultura di Černjachov, identificata con il regno di Ermanarico, all'inizio del IV secolo

Ermanarico viene citato in due fonti romane: gli scritti contemporanei di Ammiano Marcellino ed il De origine actibusque Getarum di Giordane, storico del VI secolo.
Secondo Ammiano, Ermanarico fu "un re guerriero" che alla fine si suicidò, davanti all'assalto portato dagli Alani e dagli Unni, che invasero i suoi territori nel 370. Quello che Ammiano dice rispetto alle dimensioni del regno di Ermanarico, è che i suoi domini erano ricchi ed estesi.
Secondo i Getica di Giordane, Ermanarico regnò su Oium, descrivendolo come un "Alessandro gotico" che "governava tutte le nazioni della Scizia e della Germania come se fossero sue". Giordane afferma anche che fece uccidere una giovane donna, probabilmente di origine gota, di nome Sunilda (o Saniel) con l'uso di cavalli: ella era sposata con un capo Rosomoni (probabilmente Roxolani, il copista doveva aver sbagliato a scrivere) ed egli cominciò a tradirla. Nonostante fosse lui che le era infedele, venne condannata allo squartamento in quanto colpevole di non essere riuscita a far sì che il marito rispettasse i vincoli di fedeltà col re goto. A questo punto i suoi due fratelli, Sarus e Ammius, esercitarono il dovere di protrarre la faida ferirono gravemente Ermanarico rendendogli difficoltoso il compito di fronteggiare l'invasione unnica. Le varianti a questa leggenda hanno profondamente influenzato la letteratura germanica medievale, compresa quella inglese e quella scandinava (vedi i figli di Jonakr). Secondo Giordane Ermanarico regnò con successo sui Goti fino alla morte, arrivata all'età di 110 anni.

## Racconti
In numerosi racconti germanici, Ermanarico è mal consigliato da Bicke, Bikka o Sifka, che chiede ad Ermanarico vendetta per lo stupro subito dalla moglie. In altri racconti scritti su Teodorico di Verona, Ermanarico sarebbe lo zio di Teodorico che rubò il regno. Il suo consigliere convinse Ermanarico ad uccidere tutti coloro che gli stavano più vicini.

## Nomi di Ermanarico
Il nome di Ermanarico in originale lingua gotica fu probabilmente Aírmanareiks. Comunque, a causa del fatto che è stato citato nella letteratura di tutto il mondo germanico fino al XIII secolo, il suo nome ha assunto varie forme:
Nomi latini:
- Nel Getica di Giordane è Ermanaricus.

Nomi germanici:
- Nel poema epico in antico inglese intitolato Beowulf è Eormenric,
- in norreno diventa Jörmunrekkr,
- in alto tedesco medio è chiamato Ermenrich come documentano gli Annali di Quedlinburg.

Viene chiamato anche Ermanarico, Erminrico, Emmerico, Ermanrik ed in molti altri modi.
Visto che il nome Heiðrekr era quasi sinonimo di Ermanarico, potrebbe essere lo stesso Heiðrekr Ulfhamr che, nella saga di Hervör, si dice abbia regnato sui Goti per lungo tempo.